# Tour de Turquía 2021
La 56.ª edición del Tour de Turquía fue una carrera de ciclismo en ruta por etapas que se celebró entre el 11 y el 18 de abril de 2021 con inicio en la ciudad de Konya y final en la ciudad de Kuşadası en Turquía. El recorrido constó de un total de 8 etapas sobre una distancia total de 1244 km.
La carrera hizo parte del circuito UCI ProSeries 2021 dentro de la categoría 2.Pro y fue ganada por el español José Manuel Díaz Gallego del Delko. Completaron el podio, como segundo y tercer clasificado respectivamente, el australiano Jay Vine del Alpecin-Fenix y el argentino Eduardo Sepúlveda del Androni Giocattoli-Sidermec.

## Equipos participantes
Tomaron la partida un total de 25 equipos, de los cuales 3 son de categoría UCI WorldTeam, 14 UCI ProTeam y 8 Continental, quienes conformaron un pelotón de 172 ciclistas de los cuales terminaron 139. Los equipos participantes fueron:
| WorldTeams (3)- Astana-Premier Tech - Deceuninck-Quick Step - Israel Start-Up Nation ProTeams (14)- Alpecin-Fenix - Androni Giocattoli-Sidermec - B&B Hotels p/b KTM - Bardiani CSF Faizanè - Bingoal Pauwels Sauces WB - Burgos-BH - Caja Rural-Seguros RGA - Delko - Eolo-Kometa - Euskaltel-Euskadi - Gazprom-RusVelo - Rally Cycling - Team Novo Nordisk - Uno-X Pro Cycling Team Equipos continentales (8)- À Bloc CT - Salcano Sakarya BB Team - Spor Toto Cycling Team - Nippo-Provence-PTS Conti - Sapura - Wildlife Generation Pro Cycling - Team SKS Sauerland NRW - Minsk Cycling Club |
| |

## Etapas
| Etapa     | Fecha     | Recorrido             | type             | Distancia (km) | Desnivel (m) | Ganador                  | Líder                    |
| --------- | --------- | --------------------- | ---------------- | -------------- | ------------ | ------------------------ | ------------------------ |
| 1.ª etapa | 11 de abr | Konya – Konya         | etapa llana      | 72,4           | 291 m        | Arvid de Kleijn          | Arvid de Kleijn          |
| 2.ª etapa | 12 de abr | Konya – Konya         | etapa llana      | 144,9          | 1313 m       | Mark Cavendish           | Mark Cavendish           |
| 3.ª etapa | 13 de abr | Beyşehir – Alanya     | etapa llana      | 212,6          | 2351 m       | Mark Cavendish           | Mark Cavendish           |
| 4.ª etapa | 14 de abr | Alanya – Kemer        | etapa llana      | 184,4          | 873 m        | Mark Cavendish           | Mark Cavendish           |
| 5.ª etapa | 15 de abr | Kemer – Elmalı        | etapa de montaña | 160,3          | 3215 m       | José Manuel Díaz Gallego | José Manuel Díaz Gallego |
| 6.ª etapa | 16 de abr | Fethiye – Marmaris    | etapa escarpada  | 129,1          | 1632 m       | Jasper Philipsen         | José Manuel Díaz Gallego |
| 7.ª etapa | 17 de abr | Marmaris – Turgutreis | etapa escarpada  | 180            | 2816 m       | Jasper Philipsen         | José Manuel Díaz Gallego |
| 8.ª etapa | 18 de abr | Bodrum – Kuşadası     | etapa escarpada  | 160,3          | 1601 m       | Mark Cavendish           | José Manuel Díaz Gallego |

## Desarrollo de la carrera

### 1.ª etapa
| Konya - Konya | etapa llana | (72,4 km) |

| \| Clasificación de la etapa \| Clasificación de la etapa \| Clasificación de la etapa \| Clasificación de la etapa \| Clasificación de la etapa \| \| Ciclista \| Ciclista \| Equipo \| Tiempo \| \| \| ------------------------- \| ------------------------- \| ------------------------- \| ------------------------- \| ------------------------- \| \| 1.º \| Arvid de Kleijn \| Rally Cycling \| 1 h 35 min 38 s \| \| \| 2.º \| Kristoffer Halvorsen \| Uno-X Pro Cycling Team \| + 0 s \| \| \| 3.º \| Pierre Barbier \| Delko \| + 0 s \| \| \| 4.º \| Mark Cavendish \| Deceuninck-Quick Step \| + 0 s \| \| \| 5.º \| Jasper Philipsen \| Alpecin-Fenix \| + 0 s \| \| \| 6.º \| André Greipel \| Israel Start-Up Nation \| + 0 s \| \| \| 7.º \| Giovanni Lonardi \| Bardiani CSF Faizanè \| + 0 s \| \| \| 8.º \| Manuel Belletti \| Eolo-Kometa \| + 0 s \| \| \| 9.º \| Manuel Peñalver \| Burgos-BH \| + 0 s \| \| \| 10.º \| Eduard-Michael Grosu \| Delko \| + 0 s \| \| |                      |                        |                 |
| |                      |                        |                 |
| Fuente: ProCyclingStats |                      |                        |                 |
| Clasificación de la etapa |                      |                        |                 |
| Ciclista | Ciclista             | Equipo                 | Tiempo          |
| 1.º | Arvid de Kleijn      | Rally Cycling          | 1 h 35 min 38 s |
| 2.º | Kristoffer Halvorsen | Uno-X Pro Cycling Team | + 0 s           |
| 3.º | Pierre Barbier       | Delko                  | + 0 s           |
| 4.º | Mark Cavendish       | Deceuninck-Quick Step  | + 0 s           |
| 5.º | Jasper Philipsen     | Alpecin-Fenix          | + 0 s           |
| 6.º | André Greipel        | Israel Start-Up Nation | + 0 s           |
| 7.º | Giovanni Lonardi     | Bardiani CSF Faizanè   | + 0 s           |
| 8.º | Manuel Belletti      | Eolo-Kometa            | + 0 s           |
| 9.º | Manuel Peñalver      | Burgos-BH              | + 0 s           |
| 10.º | Eduard-Michael Grosu | Delko                  | + 0 s           |

| \| Clasificación general \| Clasificación general \| Clasificación general \| Clasificación general \| Clasificación general \| \| Ciclista \| Ciclista \| Equipo \| Tiempo \| \| \| --------------------- \| --------------------- \| ------------------------- \| --------------------- \| --------------------- \| \| 1.º \| Arvid de Kleijn \| Rally Cycling \| 1 h 35 min 28 s \| \| \| 2.º \| Kristoffer Halvorsen \| Uno-X Pro Cycling Team \| + 4 s \| \| \| 3.º \| Pierre Barbier \| Delko \| + 6 s \| \| \| 4.º \| Sean De Bie \| Bingoal Pauwels Sauces WB \| + 7 s \| \| \| 5.º \| Ivar Slik \| À Bloc CT \| + 8 s \| \| \| 6.º \| Vitaliy Buts \| Salcano Sakarya BB \| + 9 s \| \| \| 7.º \| Mark Cavendish \| Deceuninck-Quick Step \| + 10 s \| \| \| 8.º \| Jasper Philipsen \| Alpecin-Fenix \| + 10 s \| \| \| 9.º \| André Greipel \| Israel Start-Up Nation \| + 10 s \| \| \| 10.º \| Giovanni Lonardi \| Bardiani CSF Faizanè \| + 10 s \| \| |                      |                           |                 |
| |                      |                           |                 |
| Fuente: ProCyclingStats |                      |                           |                 |
| Clasificación general |                      |                           |                 |
| Ciclista | Ciclista             | Equipo                    | Tiempo          |
| 1.º | Arvid de Kleijn      | Rally Cycling             | 1 h 35 min 28 s |
| 2.º | Kristoffer Halvorsen | Uno-X Pro Cycling Team    | + 4 s           |
| 3.º | Pierre Barbier       | Delko                     | + 6 s           |
| 4.º | Sean De Bie          | Bingoal Pauwels Sauces WB | + 7 s           |
| 5.º | Ivar Slik            | À Bloc CT                 | + 8 s           |
| 6.º | Vitaliy Buts         | Salcano Sakarya BB        | + 9 s           |
| 7.º | Mark Cavendish       | Deceuninck-Quick Step     | + 10 s          |
| 8.º | Jasper Philipsen     | Alpecin-Fenix             | + 10 s          |
| 9.º | André Greipel        | Israel Start-Up Nation    | + 10 s          |
| 10.º | Giovanni Lonardi     | Bardiani CSF Faizanè      | + 10 s          |

### 2.ª etapa
| Konya - Konya | etapa llana | (144,9 km) |

| \| Clasificación de la etapa \| Clasificación de la etapa \| Clasificación de la etapa \| Clasificación de la etapa \| Clasificación de la etapa \| \| Ciclista \| Ciclista \| Equipo \| Tiempo \| \| \| ------------------------- \| ------------------------- \| ------------------------- \| ------------------------- \| ------------------------- \| \| 1.º \| Mark Cavendish \| Deceuninck-Quick Step \| 3 h 17 min 26 s \| \| \| 2.º \| Jasper Philipsen \| Alpecin-Fenix \| + 0 s \| \| \| 3.º \| André Greipel \| Israel Start-Up Nation \| + 0 s \| \| \| 4.º \| Arvid de Kleijn \| Rally Cycling \| + 0 s \| \| \| 5.º \| Stanisław Aniołkowski \| Bingoal Pauwels Sauces WB \| + 0 s \| \| \| 6.º \| Manuel Peñalver \| Burgos-BH \| + 0 s \| \| \| 7.º \| Giovanni Lonardi \| Bardiani CSF Faizanè \| + 0 s \| \| \| 8.º \| Luca Mozzato \| B&B Hotels p/b KTM \| + 0 s \| \| \| 9.º \| Rick Zabel \| Israel Start-Up Nation \| + 0 s \| \| \| 10.º \| Søren Wærenskjold \| Uno-X Pro Cycling Team \| + 0 s \| \| |                       |                           |                 |
| |                       |                           |                 |
| Fuente: ProCyclingStats |                       |                           |                 |
| Clasificación de la etapa |                       |                           |                 |
| Ciclista | Ciclista              | Equipo                    | Tiempo          |
| 1.º | Mark Cavendish        | Deceuninck-Quick Step     | 3 h 17 min 26 s |
| 2.º | Jasper Philipsen      | Alpecin-Fenix             | + 0 s           |
| 3.º | André Greipel         | Israel Start-Up Nation    | + 0 s           |
| 4.º | Arvid de Kleijn       | Rally Cycling             | + 0 s           |
| 5.º | Stanisław Aniołkowski | Bingoal Pauwels Sauces WB | + 0 s           |
| 6.º | Manuel Peñalver       | Burgos-BH                 | + 0 s           |
| 7.º | Giovanni Lonardi      | Bardiani CSF Faizanè      | + 0 s           |
| 8.º | Luca Mozzato          | B&B Hotels p/b KTM        | + 0 s           |
| 9.º | Rick Zabel            | Israel Start-Up Nation    | + 0 s           |
| 10.º | Søren Wærenskjold     | Uno-X Pro Cycling Team    | + 0 s           |

| \| Clasificación general \| Clasificación general \| Clasificación general \| Clasificación general \| Clasificación general \| \| Ciclista \| Ciclista \| Equipo \| Tiempo \| \| \| --------------------- \| --------------------- \| ------------------------- \| --------------------- \| --------------------- \| \| 1.º \| Mark Cavendish \| Deceuninck-Quick Step \| 4 h 52 min 54 s \| \| \| 2.º \| Arvid de Kleijn \| Rally Cycling \| + 0 s \| \| \| 3.º \| Jasper Philipsen \| Alpecin-Fenix \| + 4 s \| \| \| 4.º \| Kristoffer Halvorsen \| Uno-X Pro Cycling Team \| + 4 s \| \| \| 5.º \| André Greipel \| Israel Start-Up Nation \| + 6 s \| \| \| 6.º \| Pierre Barbier \| Delko \| + 6 s \| \| \| 7.º \| Artiom Zajárov \| Astana-Premier Tech \| + 7 s \| \| \| 8.º \| Sean De Bie \| Bingoal Pauwels Sauces WB \| + 7 s \| \| \| 9.º \| Ivar Slik \| À Bloc CT \| + 8 s \| \| \| 10.º \| Vitaliy Buts \| Salcano Sakarya BB \| + 8 s \| \| |                      |                           |                 |
| |                      |                           |                 |
| Fuente: ProCyclingStats |                      |                           |                 |
| Clasificación general |                      |                           |                 |
| Ciclista | Ciclista             | Equipo                    | Tiempo          |
| 1.º | Mark Cavendish       | Deceuninck-Quick Step     | 4 h 52 min 54 s |
| 2.º | Arvid de Kleijn      | Rally Cycling             | + 0 s           |
| 3.º | Jasper Philipsen     | Alpecin-Fenix             | + 4 s           |
| 4.º | Kristoffer Halvorsen | Uno-X Pro Cycling Team    | + 4 s           |
| 5.º | André Greipel        | Israel Start-Up Nation    | + 6 s           |
| 6.º | Pierre Barbier       | Delko                     | + 6 s           |
| 7.º | Artiom Zajárov       | Astana-Premier Tech       | + 7 s           |
| 8.º | Sean De Bie          | Bingoal Pauwels Sauces WB | + 7 s           |
| 9.º | Ivar Slik            | À Bloc CT                 | + 8 s           |
| 10.º | Vitaliy Buts         | Salcano Sakarya BB        | + 8 s           |

### 3.ª etapa
| Beyşehir - Alanya | etapa llana | (212,6 km) |

| \| Clasificación de la etapa \| Clasificación de la etapa \| Clasificación de la etapa \| Clasificación de la etapa \| Clasificación de la etapa \| \| Ciclista \| Ciclista \| Equipo \| Tiempo \| \| \| ------------------------- \| ------------------------- \| ------------------------- \| ------------------------- \| ------------------------- \| \| 1.º \| Mark Cavendish \| Deceuninck-Quick Step \| 5 h 10 min 30 s \| \| \| 2.º \| Jasper Philipsen \| Alpecin-Fenix \| + 0 s \| \| \| 3.º \| Stanisław Aniołkowski \| Bingoal Pauwels Sauces WB \| + 0 s \| \| \| 4.º \| Kristoffer Halvorsen \| Uno-X Pro Cycling Team \| + 0 s \| \| \| 5.º \| André Greipel \| Israel Start-Up Nation \| + 0 s \| \| \| 6.º \| Manuel Belletti \| Eolo-Kometa \| + 0 s \| \| \| 7.º \| Arvid de Kleijn \| Rally Cycling \| + 0 s \| \| \| 8.º \| Lionel Taminiaux \| Alpecin-Fenix \| + 0 s \| \| \| 9.º \| Eduard-Michael Grosu \| Delko \| + 0 s \| \| \| 10.º \| Giovanni Lonardi \| Bardiani CSF Faizanè \| + 0 s \| \| |                       |                           |                 |
| |                       |                           |                 |
| Fuente: ProCyclingStats |                       |                           |                 |
| Clasificación de la etapa |                       |                           |                 |
| Ciclista | Ciclista              | Equipo                    | Tiempo          |
| 1.º | Mark Cavendish        | Deceuninck-Quick Step     | 5 h 10 min 30 s |
| 2.º | Jasper Philipsen      | Alpecin-Fenix             | + 0 s           |
| 3.º | Stanisław Aniołkowski | Bingoal Pauwels Sauces WB | + 0 s           |
| 4.º | Kristoffer Halvorsen  | Uno-X Pro Cycling Team    | + 0 s           |
| 5.º | André Greipel         | Israel Start-Up Nation    | + 0 s           |
| 6.º | Manuel Belletti       | Eolo-Kometa               | + 0 s           |
| 7.º | Arvid de Kleijn       | Rally Cycling             | + 0 s           |
| 8.º | Lionel Taminiaux      | Alpecin-Fenix             | + 0 s           |
| 9.º | Eduard-Michael Grosu  | Delko                     | + 0 s           |
| 10.º | Giovanni Lonardi      | Bardiani CSF Faizanè      | + 0 s           |

| \| Clasificación general \| Clasificación general \| Clasificación general \| Clasificación general \| Clasificación general \| \| Ciclista \| Ciclista \| Equipo \| Tiempo \| \| \| --------------------- \| --------------------- \| ------------------------- \| --------------------- \| --------------------- \| \| 1.º \| Mark Cavendish \| Deceuninck-Quick Step \| 10 h 03 min 14 s \| \| \| 2.º \| Jasper Philipsen \| Alpecin-Fenix \| + 8 s \| \| \| 3.º \| Arvid de Kleijn \| Rally Cycling \| + 10 s \| \| \| 4.º \| Kristoffer Halvorsen \| Uno-X Pro Cycling Team \| + 14 s \| \| \| 5.º \| André Greipel \| Israel Start-Up Nation \| + 16 s \| \| \| 6.º \| Stanisław Aniołkowski \| Bingoal Pauwels Sauces WB \| + 16 s \| \| \| 7.º \| Pierre Barbier \| Delko \| + 16 s \| \| \| 8.º \| Artiom Zajárov \| Astana-Premier Tech \| + 17 s \| \| \| 9.º \| Garikoitz Bravo \| Euskaltel-Euskadi \| + 17 s \| \| \| 10.º \| Sean De Bie \| Bingoal Pauwels Sauces WB \| + 17 s \| \| |                       |                           |                  |
| |                       |                           |                  |
| Fuente: ProCyclingStats |                       |                           |                  |
| Clasificación general |                       |                           |                  |
| Ciclista | Ciclista              | Equipo                    | Tiempo           |
| 1.º | Mark Cavendish        | Deceuninck-Quick Step     | 10 h 03 min 14 s |
| 2.º | Jasper Philipsen      | Alpecin-Fenix             | + 8 s            |
| 3.º | Arvid de Kleijn       | Rally Cycling             | + 10 s           |
| 4.º | Kristoffer Halvorsen  | Uno-X Pro Cycling Team    | + 14 s           |
| 5.º | André Greipel         | Israel Start-Up Nation    | + 16 s           |
| 6.º | Stanisław Aniołkowski | Bingoal Pauwels Sauces WB | + 16 s           |
| 7.º | Pierre Barbier        | Delko                     | + 16 s           |
| 8.º | Artiom Zajárov        | Astana-Premier Tech       | + 17 s           |
| 9.º | Garikoitz Bravo       | Euskaltel-Euskadi         | + 17 s           |
| 10.º | Sean De Bie           | Bingoal Pauwels Sauces WB | + 17 s           |

### 4.ª etapa
| Alanya - Kemer | etapa llana | (184,4 km) |

| \| Clasificación de la etapa \| Clasificación de la etapa \| Clasificación de la etapa \| Clasificación de la etapa \| Clasificación de la etapa \| \| Ciclista \| Ciclista \| Equipo \| Tiempo \| \| \| ------------------------- \| ------------------------- \| ------------------------- \| ------------------------- \| ------------------------- \| \| 1.º \| Mark Cavendish \| Deceuninck-Quick Step \| 4 h 09 min 38 s \| \| \| 2.º \| Jasper Philipsen \| Alpecin-Fenix \| + 0 s \| \| \| 3.º \| Stanisław Aniołkowski \| Bingoal Pauwels Sauces WB \| + 0 s \| \| \| 4.º \| Arvid de Kleijn \| Rally Cycling \| + 0 s \| \| \| 5.º \| Pierre Barbier \| Delko \| + 0 s \| \| \| 6.º \| David González López \| Caja Rural-Seguros RGA \| + 0 s \| \| \| 7.º \| Lars Kulbe \| Team SKS Sauerland NRW \| + 0 s \| \| \| 8.º \| Luca Mozzato \| B&B Hotels p/b KTM \| + 0 s \| \| \| 9.º \| Mārtiņš Pluto \| À Bloc CT \| + 0 s \| \| \| 10.º \| Damiano Cima \| Gazprom-RusVelo \| + 0 s \| \| |                       |                           |                 |
| |                       |                           |                 |
| Fuente: ProCyclingStats |                       |                           |                 |
| Clasificación de la etapa |                       |                           |                 |
| Ciclista | Ciclista              | Equipo                    | Tiempo          |
| 1.º | Mark Cavendish        | Deceuninck-Quick Step     | 4 h 09 min 38 s |
| 2.º | Jasper Philipsen      | Alpecin-Fenix             | + 0 s           |
| 3.º | Stanisław Aniołkowski | Bingoal Pauwels Sauces WB | + 0 s           |
| 4.º | Arvid de Kleijn       | Rally Cycling             | + 0 s           |
| 5.º | Pierre Barbier        | Delko                     | + 0 s           |
| 6.º | David González López  | Caja Rural-Seguros RGA    | + 0 s           |
| 7.º | Lars Kulbe            | Team SKS Sauerland NRW    | + 0 s           |
| 8.º | Luca Mozzato          | B&B Hotels p/b KTM        | + 0 s           |
| 9.º | Mārtiņš Pluto         | À Bloc CT                 | + 0 s           |
| 10.º | Damiano Cima          | Gazprom-RusVelo           | + 0 s           |

| \| Clasificación general \| Clasificación general \| Clasificación general \| Clasificación general \| Clasificación general \| \| Ciclista \| Ciclista \| Equipo \| Tiempo \| \| \| --------------------- \| --------------------- \| ------------------------- \| --------------------- \| --------------------- \| \| 1.º \| Mark Cavendish \| Deceuninck-Quick Step \| 14 h 12 min 42 s \| \| \| 2.º \| Jasper Philipsen \| Alpecin-Fenix \| + 12 s \| \| \| 3.º \| Arvid de Kleijn \| Rally Cycling \| + 20 s \| \| \| 4.º \| Stanisław Aniołkowski \| Bingoal Pauwels Sauces WB \| + 22 s \| \| \| 5.º \| Kristoffer Halvorsen \| Uno-X Pro Cycling Team \| + 24 s \| \| \| 6.º \| Pierre Barbier \| Delko \| + 26 s \| \| \| 7.º \| André Greipel \| Israel Start-Up Nation \| + 26 s \| \| \| 8.º \| Artiom Zajárov \| Astana-Premier Tech \| + 27 s \| \| \| 9.º \| Garikoitz Bravo \| Euskaltel-Euskadi \| + 27 s \| \| \| 10.º \| Nur Aiman Rosli \| Team Sapura Cycling \| + 27 s \| \| |                       |                           |                  |
| |                       |                           |                  |
| Fuente: ProCyclingStats |                       |                           |                  |
| Clasificación general |                       |                           |                  |
| Ciclista | Ciclista              | Equipo                    | Tiempo           |
| 1.º | Mark Cavendish        | Deceuninck-Quick Step     | 14 h 12 min 42 s |
| 2.º | Jasper Philipsen      | Alpecin-Fenix             | + 12 s           |
| 3.º | Arvid de Kleijn       | Rally Cycling             | + 20 s           |
| 4.º | Stanisław Aniołkowski | Bingoal Pauwels Sauces WB | + 22 s           |
| 5.º | Kristoffer Halvorsen  | Uno-X Pro Cycling Team    | + 24 s           |
| 6.º | Pierre Barbier        | Delko                     | + 26 s           |
| 7.º | André Greipel         | Israel Start-Up Nation    | + 26 s           |
| 8.º | Artiom Zajárov        | Astana-Premier Tech       | + 27 s           |
| 9.º | Garikoitz Bravo       | Euskaltel-Euskadi         | + 27 s           |
| 10.º | Nur Aiman Rosli       | Team Sapura Cycling       | + 27 s           |

### 5.ª etapa
| Kemer - Elmalı | etapa de montaña | (160,3 km) |

| \| Clasificación de la etapa \| Clasificación de la etapa \| Clasificación de la etapa \| Clasificación de la etapa \| Clasificación de la etapa \| \| Ciclista \| Ciclista \| Equipo \| Tiempo \| \| \| ------------------------- \| -------------------------- \| --------------------------- \| ------------------------- \| ------------------------- \| \| 1.º \| José Manuel Díaz Gallego \| Delko \| 4 h 25 min 25 s \| \| \| 2.º \| Jay Vine \| Alpecin-Fenix \| + 0 s \| \| \| 3.º \| Eduardo Sepúlveda \| Androni Giocattoli-Sidermec \| + 0 s \| \| \| 4.º \| Anders Halland Johannessen \| Uno-X Pro Cycling Team \| + 15 s \| \| \| 5.º \| Jhojan García \| Caja Rural-Seguros RGA \| + 15 s \| \| \| 6.º \| Merhawi Kudus \| Astana-Premier Tech \| + 18 s \| \| \| 7.º \| Anthon Charmig \| Uno-X Pro Cycling Team \| + 20 s \| \| \| 8.º \| Delio Fernández \| Delko \| + 23 s \| \| \| 9.º \| Quentin Pacher \| B&B Hotels p/b KTM \| + 38 s \| \| \| 10.º \| Artem Nych \| Gazprom-RusVelo \| + 42 s \| \| |                            |                             |                 |
| |                            |                             |                 |
| Fuente: ProCyclingStats |                            |                             |                 |
| Clasificación de la etapa |                            |                             |                 |
| Ciclista | Ciclista                   | Equipo                      | Tiempo          |
| 1.º | José Manuel Díaz Gallego   | Delko                       | 4 h 25 min 25 s |
| 2.º | Jay Vine                   | Alpecin-Fenix               | + 0 s           |
| 3.º | Eduardo Sepúlveda          | Androni Giocattoli-Sidermec | + 0 s           |
| 4.º | Anders Halland Johannessen | Uno-X Pro Cycling Team      | + 15 s          |
| 5.º | Jhojan García              | Caja Rural-Seguros RGA      | + 15 s          |
| 6.º | Merhawi Kudus              | Astana-Premier Tech         | + 18 s          |
| 7.º | Anthon Charmig             | Uno-X Pro Cycling Team      | + 20 s          |
| 8.º | Delio Fernández            | Delko                       | + 23 s          |
| 9.º | Quentin Pacher             | B&B Hotels p/b KTM          | + 38 s          |
| 10.º | Artem Nych                 | Gazprom-RusVelo             | + 42 s          |

| \| Clasificación general \| Clasificación general \| Clasificación general \| Clasificación general \| Clasificación general \| \| Ciclista \| Ciclista \| Equipo \| Tiempo \| \| \| --------------------- \| -------------------------- \| --------------------------- \| --------------------- \| --------------------- \| \| 1.º \| José Manuel Díaz Gallego \| Delko \| 18 h 38 min 27 s \| \| \| 2.º \| Jay Vine \| Alpecin-Fenix \| + 4 s \| \| \| 3.º \| Eduardo Sepúlveda \| Androni Giocattoli-Sidermec \| + 6 s \| \| \| 4.º \| Jhojan García \| Caja Rural-Seguros RGA \| + 25 s \| \| \| 5.º \| Merhawi Kudus \| Astana-Premier Tech \| + 28 s \| \| \| 6.º \| Anthon Charmig \| Uno-X Pro Cycling Team \| + 30 s \| \| \| 7.º \| Delio Fernández \| Delko \| + 33 s \| \| \| 8.º \| Quentin Pacher \| B&B Hotels p/b KTM \| + 48 s \| \| \| 9.º \| Artem Nych \| Gazprom-RusVelo \| + 52 s \| \| \| 10.º \| Anders Halland Johannessen \| Uno-X Pro Cycling Team \| + 55 s \| \| |                            |                             |                  |
| |                            |                             |                  |
| Fuente: ProCyclingStats |                            |                             |                  |
| Clasificación general |                            |                             |                  |
| Ciclista | Ciclista                   | Equipo                      | Tiempo           |
| 1.º | José Manuel Díaz Gallego   | Delko                       | 18 h 38 min 27 s |
| 2.º | Jay Vine                   | Alpecin-Fenix               | + 4 s            |
| 3.º | Eduardo Sepúlveda          | Androni Giocattoli-Sidermec | + 6 s            |
| 4.º | Jhojan García              | Caja Rural-Seguros RGA      | + 25 s           |
| 5.º | Merhawi Kudus              | Astana-Premier Tech         | + 28 s           |
| 6.º | Anthon Charmig             | Uno-X Pro Cycling Team      | + 30 s           |
| 7.º | Delio Fernández            | Delko                       | + 33 s           |
| 8.º | Quentin Pacher             | B&B Hotels p/b KTM          | + 48 s           |
| 9.º | Artem Nych                 | Gazprom-RusVelo             | + 52 s           |
| 10.º | Anders Halland Johannessen | Uno-X Pro Cycling Team      | + 55 s           |

### 6.ª etapa
| Fethiye - Marmaris | etapa escarpada | (129,1 km) |

| \| Clasificación de la etapa \| Clasificación de la etapa \| Clasificación de la etapa \| Clasificación de la etapa \| Clasificación de la etapa \| \| Ciclista \| Ciclista \| Equipo \| Tiempo \| \| \| ------------------------- \| ------------------------- \| ------------------------- \| ------------------------- \| ------------------------- \| \| 1.º \| Jasper Philipsen \| Alpecin-Fenix \| 2 h 55 min 50 s \| \| \| 2.º \| André Greipel \| Israel Start-Up Nation \| + 0 s \| \| \| 3.º \| Kristoffer Halvorsen \| Uno-X Pro Cycling Team \| + 0 s \| \| \| 4.º \| Mark Cavendish \| Deceuninck-Quick Step \| + 0 s \| \| \| 5.º \| Stanisław Aniołkowski \| Bingoal Pauwels Sauces WB \| + 0 s \| \| \| 6.º \| Luca Mozzato \| B&B Hotels p/b KTM \| + 0 s \| \| \| 7.º \| Giovanni Lonardi \| Bardiani CSF Faizanè \| + 0 s \| \| \| 8.º \| Vincenzo Albanese \| Eolo-Kometa \| + 0 s \| \| \| 9.º \| Ígor Bóyev \| Gazprom-RusVelo \| + 0 s \| \| \| 10.º \| Mārtiņš Pluto \| À Bloc CT \| + 0 s \| \| |                       |                           |                 |
| |                       |                           |                 |
| Fuente: ProCyclingStats |                       |                           |                 |
| Clasificación de la etapa |                       |                           |                 |
| Ciclista | Ciclista              | Equipo                    | Tiempo          |
| 1.º | Jasper Philipsen      | Alpecin-Fenix             | 2 h 55 min 50 s |
| 2.º | André Greipel         | Israel Start-Up Nation    | + 0 s           |
| 3.º | Kristoffer Halvorsen  | Uno-X Pro Cycling Team    | + 0 s           |
| 4.º | Mark Cavendish        | Deceuninck-Quick Step     | + 0 s           |
| 5.º | Stanisław Aniołkowski | Bingoal Pauwels Sauces WB | + 0 s           |
| 6.º | Luca Mozzato          | B&B Hotels p/b KTM        | + 0 s           |
| 7.º | Giovanni Lonardi      | Bardiani CSF Faizanè      | + 0 s           |
| 8.º | Vincenzo Albanese     | Eolo-Kometa               | + 0 s           |
| 9.º | Ígor Bóyev            | Gazprom-RusVelo           | + 0 s           |
| 10.º | Mārtiņš Pluto         | À Bloc CT                 | + 0 s           |

| \| Clasificación general \| Clasificación general \| Clasificación general \| Clasificación general \| Clasificación general \| \| Ciclista \| Ciclista \| Equipo \| Tiempo \| \| \| --------------------- \| -------------------------- \| --------------------------- \| --------------------- \| --------------------- \| \| 1.º \| José Manuel Díaz Gallego \| Delko \| 21 h 34 min 17 s \| \| \| 2.º \| Jay Vine \| Alpecin-Fenix \| + 4 s \| \| \| 3.º \| Eduardo Sepúlveda \| Androni Giocattoli-Sidermec \| + 6 s \| \| \| 4.º \| Jhojan García \| Caja Rural-Seguros RGA \| + 25 s \| \| \| 5.º \| Merhawi Kudus \| Astana-Premier Tech \| + 28 s \| \| \| 6.º \| Anthon Charmig \| Uno-X Pro Cycling Team \| + 30 s \| \| \| 7.º \| Delio Fernández \| Delko \| + 33 s \| \| \| 8.º \| Quentin Pacher \| B&B Hotels p/b KTM \| + 48 s \| \| \| 9.º \| Artem Nych \| Gazprom-RusVelo \| + 52 s \| \| \| 10.º \| Anders Halland Johannessen \| Uno-X Pro Cycling Team \| + 55 s \| \| |                            |                             |                  |
| |                            |                             |                  |
| Fuente: ProCyclingStats |                            |                             |                  |
| Clasificación general |                            |                             |                  |
| Ciclista | Ciclista                   | Equipo                      | Tiempo           |
| 1.º | José Manuel Díaz Gallego   | Delko                       | 21 h 34 min 17 s |
| 2.º | Jay Vine                   | Alpecin-Fenix               | + 4 s            |
| 3.º | Eduardo Sepúlveda          | Androni Giocattoli-Sidermec | + 6 s            |
| 4.º | Jhojan García              | Caja Rural-Seguros RGA      | + 25 s           |
| 5.º | Merhawi Kudus              | Astana-Premier Tech         | + 28 s           |
| 6.º | Anthon Charmig             | Uno-X Pro Cycling Team      | + 30 s           |
| 7.º | Delio Fernández            | Delko                       | + 33 s           |
| 8.º | Quentin Pacher             | B&B Hotels p/b KTM          | + 48 s           |
| 9.º | Artem Nych                 | Gazprom-RusVelo             | + 52 s           |
| 10.º | Anders Halland Johannessen | Uno-X Pro Cycling Team      | + 55 s           |

### 7.ª etapa
| Marmaris - Turgutreis | etapa escarpada | (180 km) |

| \| Clasificación de la etapa \| Clasificación de la etapa \| Clasificación de la etapa \| Clasificación de la etapa \| Clasificación de la etapa \| \| Ciclista \| Ciclista \| Equipo \| Tiempo \| \| \| ------------------------- \| ------------------------- \| ------------------------- \| ------------------------- \| ------------------------- \| \| 1.º \| Jasper Philipsen \| Alpecin-Fenix \| 4 h 20 min 45 s \| \| \| 2.º \| André Greipel \| Israel Start-Up Nation \| + 0 s \| \| \| 3.º \| Mark Cavendish \| Deceuninck-Quick Step \| + 0 s \| \| \| 4.º \| Stanisław Aniołkowski \| Bingoal Pauwels Sauces WB \| + 0 s \| \| \| 5.º \| Vincenzo Albanese \| Eolo-Kometa \| + 0 s \| \| \| 6.º \| Rick Zabel \| Israel Start-Up Nation \| + 0 s \| \| \| 7.º \| Luca Wackermann \| Eolo-Kometa \| + 0 s \| \| \| 8.º \| Gleb Brussenskiy \| Astana-Premier Tech \| + 0 s \| \| \| 9.º \| Giovanni Lonardi \| Bardiani CSF Faizanè \| + 0 s \| \| \| 10.º \| Ahmet Örken \| Team Sapura Cycling \| + 0 s \| \| |                       |                           |                 |
| |                       |                           |                 |
| Fuente: ProCyclingStats |                       |                           |                 |
| Clasificación de la etapa |                       |                           |                 |
| Ciclista | Ciclista              | Equipo                    | Tiempo          |
| 1.º | Jasper Philipsen      | Alpecin-Fenix             | 4 h 20 min 45 s |
| 2.º | André Greipel         | Israel Start-Up Nation    | + 0 s           |
| 3.º | Mark Cavendish        | Deceuninck-Quick Step     | + 0 s           |
| 4.º | Stanisław Aniołkowski | Bingoal Pauwels Sauces WB | + 0 s           |
| 5.º | Vincenzo Albanese     | Eolo-Kometa               | + 0 s           |
| 6.º | Rick Zabel            | Israel Start-Up Nation    | + 0 s           |
| 7.º | Luca Wackermann       | Eolo-Kometa               | + 0 s           |
| 8.º | Gleb Brussenskiy      | Astana-Premier Tech       | + 0 s           |
| 9.º | Giovanni Lonardi      | Bardiani CSF Faizanè      | + 0 s           |
| 10.º | Ahmet Örken           | Team Sapura Cycling       | + 0 s           |

| \| Clasificación general \| Clasificación general \| Clasificación general \| Clasificación general \| Clasificación general \| \| Ciclista \| Ciclista \| Equipo \| Tiempo \| \| \| --------------------- \| -------------------------- \| --------------------------- \| --------------------- \| --------------------- \| \| 1.º \| José Manuel Díaz Gallego \| Delko \| 25 h 55 min 02 s \| \| \| 2.º \| Jay Vine \| Alpecin-Fenix \| + 1 s \| \| \| 3.º \| Eduardo Sepúlveda \| Androni Giocattoli-Sidermec \| + 6 s \| \| \| 4.º \| Jhojan García \| Caja Rural-Seguros RGA \| + 25 s \| \| \| 5.º \| Merhawi Kudus \| Astana-Premier Tech \| + 28 s \| \| \| 6.º \| Anthon Charmig \| Uno-X Pro Cycling Team \| + 30 s \| \| \| 7.º \| Delio Fernández \| Delko \| + 33 s \| \| \| 8.º \| Artem Nych \| Gazprom-RusVelo \| + 52 s \| \| \| 9.º \| Anders Halland Johannessen \| Uno-X Pro Cycling Team \| + 55 s \| \| \| 10.º \| Garikoitz Bravo \| Euskaltel-Euskadi \| + 1 min 01 s \| \| |                            |                             |                  |
| |                            |                             |                  |
| Fuente: ProCyclingStats |                            |                             |                  |
| Clasificación general |                            |                             |                  |
| Ciclista | Ciclista                   | Equipo                      | Tiempo           |
| 1.º | José Manuel Díaz Gallego   | Delko                       | 25 h 55 min 02 s |
| 2.º | Jay Vine                   | Alpecin-Fenix               | + 1 s            |
| 3.º | Eduardo Sepúlveda          | Androni Giocattoli-Sidermec | + 6 s            |
| 4.º | Jhojan García              | Caja Rural-Seguros RGA      | + 25 s           |
| 5.º | Merhawi Kudus              | Astana-Premier Tech         | + 28 s           |
| 6.º | Anthon Charmig             | Uno-X Pro Cycling Team      | + 30 s           |
| 7.º | Delio Fernández            | Delko                       | + 33 s           |
| 8.º | Artem Nych                 | Gazprom-RusVelo             | + 52 s           |
| 9.º | Anders Halland Johannessen | Uno-X Pro Cycling Team      | + 55 s           |
| 10.º | Garikoitz Bravo            | Euskaltel-Euskadi           | + 1 min 01 s     |

### 8.ª etapa
| Bodrum - Kuşadası | etapa escarpada | (160,3 km) |

| \| Clasificación de la etapa \| Clasificación de la etapa \| Clasificación de la etapa \| Clasificación de la etapa \| Clasificación de la etapa \| \| Ciclista \| Ciclista \| Equipo \| Tiempo \| \| \| ------------------------- \| ------------------------- \| ------------------------- \| ------------------------- \| ------------------------- \| \| 1.º \| Mark Cavendish \| Deceuninck-Quick Step \| 3 h 24 min 38 s \| \| \| 2.º \| Jasper Philipsen \| Alpecin-Fenix \| + 0 s \| \| \| 3.º \| Kristoffer Halvorsen \| Uno-X Pro Cycling Team \| + 0 s \| \| \| 4.º \| André Greipel \| Israel Start-Up Nation \| + 0 s \| \| \| 5.º \| Giovanni Lonardi \| Bardiani CSF Faizanè \| + 0 s \| \| \| 6.º \| Vincenzo Albanese \| Eolo-Kometa \| + 0 s \| \| \| 7.º \| Stanisław Aniołkowski \| Bingoal Pauwels Sauces WB \| + 0 s \| \| \| 8.º \| Damiano Cima \| Gazprom-RusVelo \| + 0 s \| \| \| 9.º \| Jokin Aranburu \| Euskaltel-Euskadi \| + 0 s \| \| \| 10.º \| Ahmet Örken \| Team Sapura Cycling \| + 0 s \| \| |                       |                           |                 |
| |                       |                           |                 |
| Fuente: ProCyclingStats |                       |                           |                 |
| Clasificación de la etapa |                       |                           |                 |
| Ciclista | Ciclista              | Equipo                    | Tiempo          |
| 1.º | Mark Cavendish        | Deceuninck-Quick Step     | 3 h 24 min 38 s |
| 2.º | Jasper Philipsen      | Alpecin-Fenix             | + 0 s           |
| 3.º | Kristoffer Halvorsen  | Uno-X Pro Cycling Team    | + 0 s           |
| 4.º | André Greipel         | Israel Start-Up Nation    | + 0 s           |
| 5.º | Giovanni Lonardi      | Bardiani CSF Faizanè      | + 0 s           |
| 6.º | Vincenzo Albanese     | Eolo-Kometa               | + 0 s           |
| 7.º | Stanisław Aniołkowski | Bingoal Pauwels Sauces WB | + 0 s           |
| 8.º | Damiano Cima          | Gazprom-RusVelo           | + 0 s           |
| 9.º | Jokin Aranburu        | Euskaltel-Euskadi         | + 0 s           |
| 10.º | Ahmet Örken           | Team Sapura Cycling       | + 0 s           |

## Clasificaciones finales
Las clasificaciones finalizaron de la siguiente forma:

### Clasificación general
| \| Clasificación general \| Clasificación general \| Clasificación general \| Clasificación general \| Clasificación general \| \| Ciclista \| Ciclista \| Equipo \| Tiempo \| \| \| --------------------- \| -------------------------- \| --------------------------- \| --------------------- \| --------------------- \| \| 1.º \| José Manuel Díaz Gallego \| Delko \| 29 h 19 min 40 s \| \| \| 2.º \| Jay Vine \| Alpecin-Fenix \| + 1 s \| \| \| 3.º \| Eduardo Sepúlveda \| Androni Giocattoli-Sidermec \| + 6 s \| \| \| 4.º \| Jhojan García \| Caja Rural-Seguros RGA \| + 25 s \| \| \| 5.º \| Merhawi Kudus \| Astana-Premier Tech \| + 28 s \| \| \| 6.º \| Anthon Charmig \| Uno-X Pro Cycling Team \| + 30 s \| \| \| 7.º \| Delio Fernández \| Delko \| + 33 s \| \| \| 8.º \| Artem Nych \| Gazprom-RusVelo \| + 52 s \| \| \| 9.º \| Anders Halland Johannessen \| Uno-X Pro Cycling Team \| + 55 s \| \| \| 10.º \| Garikoitz Bravo \| Euskaltel-Euskadi \| + 1 min 01 s \| \| |                            |                             |                  |
| |                            |                             |                  |
| Fuente: ProCyclingStats |                            |                             |                  |
| Clasificación general |                            |                             |                  |
| Ciclista | Ciclista                   | Equipo                      | Tiempo           |
| 1.º | José Manuel Díaz Gallego   | Delko                       | 29 h 19 min 40 s |
| 2.º | Jay Vine                   | Alpecin-Fenix               | + 1 s            |
| 3.º | Eduardo Sepúlveda          | Androni Giocattoli-Sidermec | + 6 s            |
| 4.º | Jhojan García              | Caja Rural-Seguros RGA      | + 25 s           |
| 5.º | Merhawi Kudus              | Astana-Premier Tech         | + 28 s           |
| 6.º | Anthon Charmig             | Uno-X Pro Cycling Team      | + 30 s           |
| 7.º | Delio Fernández            | Delko                       | + 33 s           |
| 8.º | Artem Nych                 | Gazprom-RusVelo             | + 52 s           |
| 9.º | Anders Halland Johannessen | Uno-X Pro Cycling Team      | + 55 s           |
| 10.º | Garikoitz Bravo            | Euskaltel-Euskadi           | + 1 min 01 s     |

### Clasificación por puntos
| Clasificación por puntos | Clasificación por puntos | Clasificación por puntos  | Clasificación por puntos | Clasificación por puntos |
| Ciclista                 | Ciclista                 | Equipo                    | Puntos                   |                          |
| ------------------------ | ------------------------ | ------------------------- | ------------------------ | ------------------------ |
| 1.º                      | Jasper Philipsen         | Alpecin-Fenix             | 101 pts                  |                          |
| 2.º                      | Mark Cavendish           | Deceuninck-Quick Step     | 97 pts                   |                          |
| 3.º                      | André Greipel            | Israel Start-Up Nation    | 74 pts                   |                          |
| 4.º                      | Stanisław Aniołkowski    | Bingoal Pauwels Sauces WB | 69 pts                   |                          |
| 5.º                      | Kristoffer Halvorsen     | Uno-X Pro Cycling Team    | 59 pts                   |                          |
| 6.º                      | Giovanni Lonardi         | Bardiani CSF Faizanè      | 51 pts                   |                          |
| 7.º                      | Vincenzo Albanese        | Eolo-Kometa               | 29 pts                   |                          |
| 8.º                      | Manuel Peñalver          | Burgos-BH                 | 27 pts                   |                          |
| 9.º                      | David González López     | Caja Rural-Seguros RGA    | 25 pts                   |                          |
| 10.º                     | Jay Vine                 | Alpecin-Fenix             | 23 pts                   |                          |

### Clasificación de la montaña
| Clasificación de la montaña | Clasificación de la montaña | Clasificación de la montaña | Clasificación de la montaña | Clasificación de la montaña |
| Ciclista                    | Ciclista                    | Equipo                      | Puntos                      |                             |
| --------------------------- | --------------------------- | --------------------------- | --------------------------- | --------------------------- |
| 1.º                         | Vitaliy Buts                | Salcano Sakarya BB          | 25 pts                      |                             |
| 2.º                         | Danilo Celano               | Team Sapura Cycling         | 22 pts                      |                             |
| 3.º                         | Mirco Maestri               | Bardiani CSF Faizanè        | 11 pts                      |                             |
| 4.º                         | Jay Vine                    | Alpecin-Fenix               | 11 pts                      |                             |
| 5.º                         | José Manuel Díaz Gallego    | Delko                       | 10 pts                      |                             |
| 6.º                         | Nicola Venchiarutti         | Androni Giocattoli-Sidermec | 8 pts                       |                             |
| 7.º                         | Francesco Gavazzi           | Eolo-Kometa                 | 8 pts                       |                             |
| 8.º                         | Jhojan García               | Caja Rural-Seguros RGA      | 7 pts                       |                             |
| 9.º                         | Alessandro Tonelli          | Bardiani CSF Faizanè        | 7 pts                       |                             |
| 10.º                        | Merhawi Kudus               | Astana-Premier Tech         | 6 pts                       |                             |

### Clasificación de las metas volantes
| Clasificación de las metas volantes | Clasificación de las metas volantes | Clasificación de las metas volantes | Clasificación de las metas volantes | Clasificación de las metas volantes |
| Ciclista                            | Ciclista                            | Equipo                              | Puntos                              |                                     |
| ----------------------------------- | ----------------------------------- | ----------------------------------- | ----------------------------------- | ----------------------------------- |
| 1.º                                 | Ivar Slik                           | À Bloc CT                           | 13 pts                              |                                     |
| 2.º                                 | Sean De Bie                         | Bingoal Pauwels Sauces WB           | 10 pts                              |                                     |
| 3.º                                 | Julen Irizar                        | Euskaltel-Euskadi                   | 5 pts                               |                                     |
| 4.º                                 | Nicola Venchiarutti                 | Androni Giocattoli-Sidermec         | 5 pts                               |                                     |
| 5.º                                 | Artiom Zajárov                      | Astana-Premier Tech                 | 5 pts                               |                                     |
| 6.º                                 | Nils Sinschek                       | À Bloc CT                           | 5 pts                               |                                     |
| 7.º                                 | Delio Fernández                     | Delko                               | 3 pts                               |                                     |
| 8.º                                 | Joel Suter                          | Bingoal Pauwels Sauces WB           | 3 pts                               |                                     |
| 9.º                                 | Samuele Zoccarato                   | Bardiani CSF Faizanè                | 3 pts                               |                                     |
| 10.º                                | Francesco Gavazzi                   | Eolo-Kometa                         | 3 pts                               |                                     |

### Clasificación por equipos
| Clasificación por equipos | Clasificación por equipos   | Clasificación por equipos | Clasificación por equipos |
| Equipo                    | Equipo                      | Tiempo                    |                           |
| ------------------------- | --------------------------- | ------------------------- | ------------------------- |
| 1.º                       | Delko                       | 88 h 01 min 14 s          |                           |
| 2.º                       | Astana-Premier Tech         | + 1 min 04 s              |                           |
| 3.º                       | Gazprom-RusVelo             | + 3 min 57 s              |                           |
| 4.º                       | Euskaltel-Euskadi           | + 5 min 25 s              |                           |
| 5.º                       | Bardiani CSF Faizanè        | + 6 min 02 s              |                           |
| 6.º                       | Eolo-Kometa                 | + 8 min 47 s              |                           |
| 7.º                       | Israel Start-Up Nation      | + 9 min 34 s              |                           |
| 8.º                       | Burgos-BH                   | + 10 min 17 s             |                           |
| 9.º                       | Uno-X Pro Cycling Team      | + 11 min 20 s             |                           |
| 10.º                      | Androni Giocattoli-Sidermec | + 11 min 51 s             |                           |

## Evolución de las clasificaciones
| Etapa                   | Vencedor                 | Clasificación general    | Clasificación por puntos | Clasificación de la montaña | Clasificación de los esprints "Bellezas de Turquía" | Clasificación por equipos |
| ----------------------- | ------------------------ | ------------------------ | ------------------------ | --------------------------- | --------------------------------------------------- | ------------------------- |
| 1.ª                     | Arvid de Kleijn          | Arvid de Kleijn          | Arvid de Kleijn          | Ivar Slik                   | Sean De Bie                                         | Delko                     |
| 2.ª                     | Mark Cavendish           | Mark Cavendish           | Mark Cavendish           | Vitaliy Buts                | Artyom Zakharov                                     | Alpecin-Fenix             |
| 3.ª                     | Mark Cavendish           | Mark Cavendish           | Mark Cavendish           | Vitaliy Buts                | Artyom Zakharov                                     | Bingoal Pauwels Sauces WB |
| 4.ª                     | Mark Cavendish           | Mark Cavendish           | Mark Cavendish           | Vitaliy Buts                | Ivar Slik                                           | ABLOC CT                  |
| 5.ª                     | José Manuel Díaz Gallego | José Manuel Díaz Gallego | Mark Cavendish           | Vitaliy Buts                | Ivar Slik                                           | Delko                     |
| 6.ª                     | Jasper Philipsen         | José Manuel Díaz Gallego | Mark Cavendish           | Vitaliy Buts                | Ivar Slik                                           | Delko                     |
| 7.ª                     | Jasper Philipsen         | José Manuel Díaz Gallego | Jasper Philipsen         | Vitaliy Buts                | Ivar Slik                                           | Delko                     |
| 8.ª                     | Mark Cavendish           | José Manuel Díaz Gallego | Jasper Philipsen         | Vitaliy Buts                | Ivar Slik                                           | Delko                     |
| Clasificaciones finales | Clasificaciones finales  | José Manuel Díaz Gallego | Jasper Philipsen         | Vitaliy Buts                | Ivar Slik                                           | Delko                     |

## UCI World Ranking
El Tour de Turquía otorgó puntos para el UCI World Ranking para corredores de los equipos en las categorías UCI WorldTeam, UCI ProTeam y Continental. Las siguientes tablas son el baremo de puntuación y los 10 corredores que obtuvieron más puntos:
| Posición              | 1.º | 2.º | 3.º | 4.º | 5.º | 6.º | 7.º | 8.º | 9.º | 10.º | 11.º | 12.º | 13.º | 14.º | 15.º | 16.º-30.º | 31.º-40.º |
| Clasificación general | 200 | 150 | 125 | 100 | 85  | 70  | 60  | 50  | 40  | 35   | 30   | 25   | 20   | 15   | 10   | 5         | 3         |
| Por etapa             | 20  | 10  | 5   |     |     |     |     |     |     |      |      |      |      |      |      |           |           |
| Líder                 | 5   |     |     |     |     |     |     |     |     |      |      |      |      |      |      |           |           |

| Clasificación |                          |                             |         |       |       |       |
| Posición      | Ciclista                 | Equipo                      | General | Etapa | Líder | Total |
| ------------- | ------------------------ | --------------------------- | ------- | ----- | ----- | ----- |
| 1.º           | José Manuel Díaz Gallego | Delko                       | 200     | 20    | 15    | 235   |
| 2.º           | Jay Vine                 | Alpecin-Fenix               | 150     | 10    | -     | 160   |
| 3.º           | Eduardo Sepúlveda        | Androni Giocattoli-Sidermec | 125     | 5     | -     | 130   |
| 4.º           | Jhojan García            | Caja Rural-Seguros RGA      | 100     | -     | -     | 100   |
| 5.º           | Mark Cavendish           | Deceuninck-Quick Step       | -       | 85    | 15    | 100   |
| 6.º           | Merhawi Kudus            | Astana-Premier Tech         | 85      | -     | -     | 85    |
| 7.º           | Jasper Philipsen         | Alpecin-Fenix               | -       | 80    | -     | 80    |
| 8.º           | Anthon Charmig           | Uno-X                       | 70      | -     | -     | 70    |
| 9.º           | Delio Fernández          | Delko                       | 60      | -     | -     | 60    |
| 10.º          | Artem Nych               | Gazprom-RusVelo             | 50      | -     | -     | 50    |